# 信德府
信德府，北宋宣和二年(1120年)升邢州置，治邢台县(今河北邢台市)。辖境相当今河北省内丘、邢台、任县、南和、平乡、广宗、巨鹿、沙河等县市地。金天会七年（1129年）复降为邢州。 